# 名古屋市交通局協力会
社団法人名古屋市交通局協力会（なごやしこうつうきょくきょうりょくかい）は、かつて存在した名古屋市交通局の外郭団体である。

## 概要
1949年（昭和24年）10月に設立。
駅のサービスセンターにおいて定期券の発行、市バス車内や地下鉄駅構内の清掃、車内広告の受注と掲示等の業務、駅構内のコインロッカーの管理等を行っていたが、公益法人改革の一環と、交通局事業の一層の効率化への寄与を目的に2007年（平成19年）3月31日に解散、事業は名古屋市100%出資の名古屋交通開発機構に引き継がれたため、現存はしていない。
東山公園で懸垂式モノレールの運行も行っていた（東山公園モノレール）。同路線は遊戯施設ではなく、正式に当時の地方鉄道法の免許を受けて運行していたため、名古屋市交通局協力会は日本の鉄軌道事業者で唯一の社団法人でもあった。